# 前锋区
前锋区是中华人民共和国四川省广安市下辖的一个市辖区，于2013年2月22日由广安市广安区分出2个街道，8个镇和3个乡设立。2019年10月24日，前锋区民政局，根据《行政区划管理条例》(中华人民共和国务院令第704号)和省、市相关要求，经调研、论证，将广安市前锋区乡镇行政区划作出调整，同时撤销小井乡、光辉乡。区政府驻大佛寺街道

## 行政区划
前锋区下辖4个街道办事处、8个镇：
奎阁街道、大佛寺街道、龙塘街道、新桥街道、桂兴镇、观阁镇、广兴镇、代市镇、观塘镇、护安镇、龙滩镇和虎城镇。